# Golf-Kartell

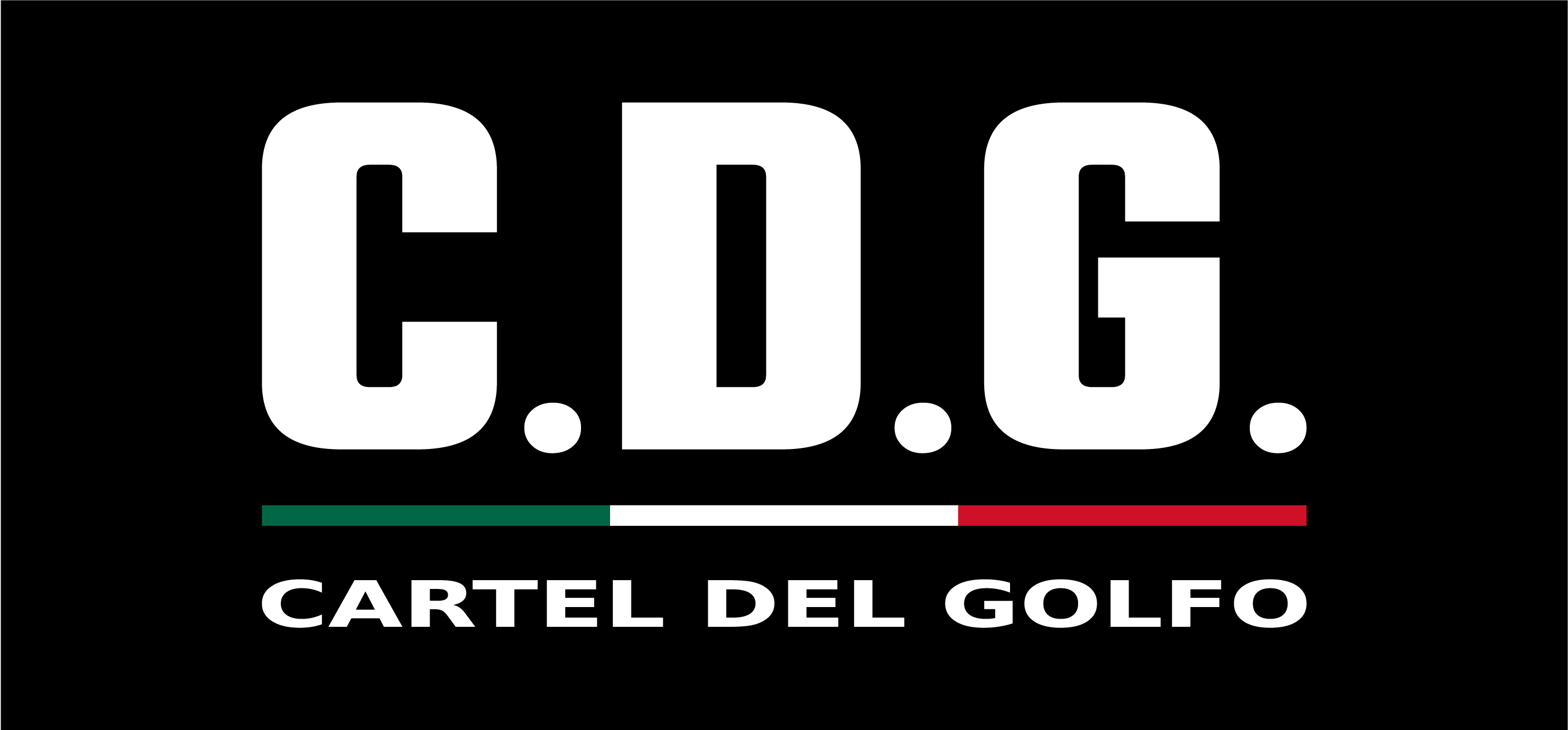
Logo des Golf-Kartells

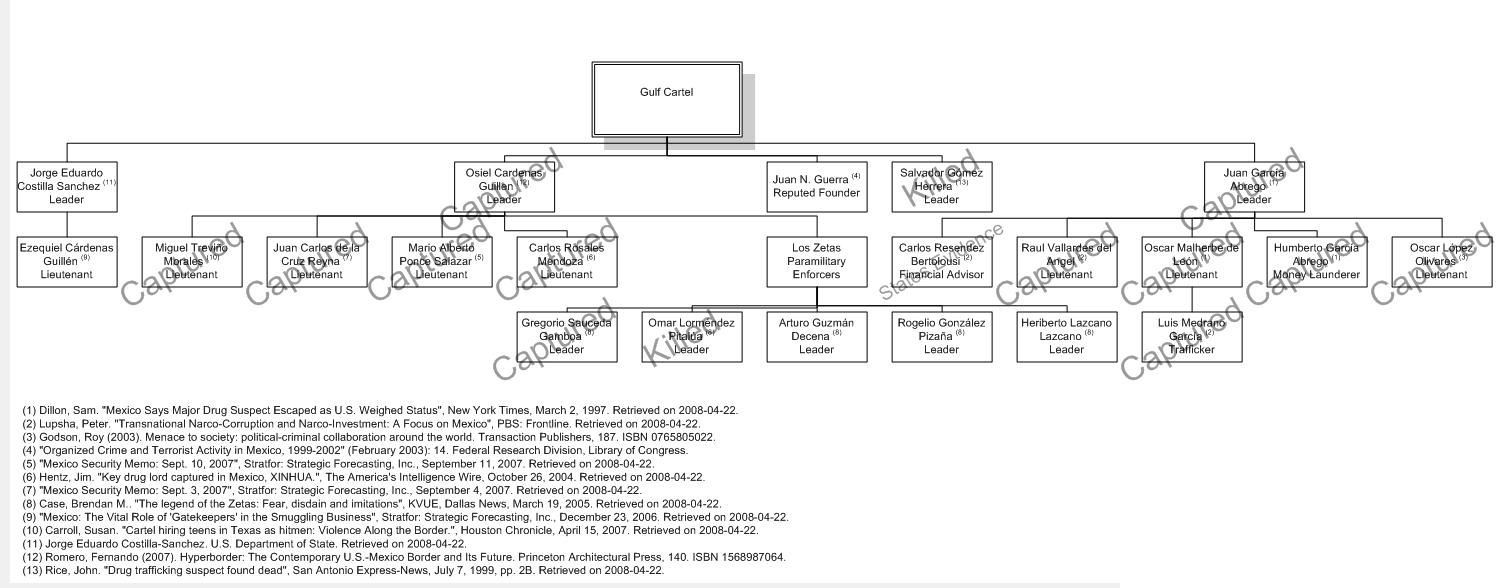
Hierarchie des Golf-Kartells

Das Golf-Kartell, Cartel del Golfo oder auch CDG ist eine kriminelle Vereinigung in Mexiko. Es ist eines der ältesten mexikanischen Drogenkartelle, welches vor allem die am Golf von Mexiko liegende Grenzstadt Heroica Matamoros beherrscht. Es hatte im Verlauf des Drogenkriegs in Mexiko an Macht verloren, insbesondere an seinen früheren paramilitärischen Arm Los Zetas. 

## Betätigungsfelder
Das Golf-Kartell kontrolliert den Drogenhandel in Tamaulipas, handelt mit Waffen und betreibt Geschäfte mit illegalen Migranten in die USA.
Das Kartell unterhält paramilitärische Milizen mit Uniformen, Standarten und Logos. Diese verfügen über eine militärische Befehlsstruktur.
Das Zeichen des Golf-Kartells ist die weiße Abkürzung CDG auf grün-weiß-rotem Grund.

## Geschichte
Die Ursprünge des Golf-Kartells gehen auf Juan Nepomuceno Guerra zurück, der seit den 1930er Jahren im Alkoholschmuggel tätig war. In den 1980er Jahren übernahm sein Neffe, Juan García Ábrego, die Führung der kriminellen Organisation. Er stieg 1985 in den äußerst lukrativen Kokainhandel mit dem Cali-Kartell ein. Nachdem García Abrego 1996 verhaftet worden war, kam es zu Führungskämpfen innerhalb des Golf-Kartells. Ab 1999 leitete Osiel Cárdenas Guillén das Drogenkartell. Mittels der Hilfe der von ihm beauftragten paramilitärischen Gruppe Los Zetas wurde er bald zu einem der mächtigsten Drogenbosse in Mexiko. Nach einem Schusswechsel mit dem mexikanischen Militär wurde er am 14. März 2003 festgenommen.
Am 6. November 2010 wurde der Bruder von Osiel Cárdenas, Ezequiel Cárdenas Guillén (alias Tony Tormenta), der seit 1999 das Golf-Kartell angeführt hatte, bei einem Schusswechsel mit Soldaten der mexikanischen Armee getötet.  Nach dessen Tod splittete sich das Drogenkartell in zwei Teile. Eine Fraktion wird von Jorge Eduardo Costilla Sánchez (alias El Coss) geleitet. Die andere übernahm Mario Cárdenas Guillén, ebenfalls ein Bruder von Osiel Cárdenas, der am 3. September 2012 von der mexikanischen Marine festgenommen wurde. Am 18. August 2013 schreibt SPIEGEL ONLINE, dass Mario Ramírez Treviño verhaftet wurde, der als Chef des Syndikats gilt.